# 4001 Птолемей
4001 Птолемей (4001 Ptolemaeus) — астероїд головного поясу, відкритий 2 серпня 1949 року.
Тіссеранів параметр щодо Юпітера — 3,575.
Названо на честь Клавдія Птолемея (близько 87 — †165) — давньогрецького вченого (математика, астронома, географа, астролога), твори якого мали великий вплив на розвиток астрономії, географії та оптики.